# Historiskt bibliotek
Historiskt bibliotek var en historisk periodisk publikation.
Historiskt bibliotek utgavs i tvångsfria häften av Carl Silfverstolpe 1875–1880 i sammanlagt 7 band. Med publikationen avsågs ursprungligen att i tryck återge historiska urkunder och skrifter, men den kom snart nog att till större delen inrymma uppsatser, strödda meddelanden, litteraturöversikter och recensioner. I band 2–6 upptog den därjämte historisk bibliografi (för åren 1875–2879) och i band 3–5 en "Nordisk årsbok" (för åren 1876–1878). De flesta årgångarna utgavs med statsunderstöd. Genom den utvidgning planen fick blev arbetet en föregångare till Historisk tidskrift. 